# Bartholome Konrad Karl Bärlocher
Bartholome Konrad Karl Bärlocher (* 2. Oktober 1821 in St. Gallen; † 26. Februar 1891 ebenda) war ein Schweizer Kaufmann, Versicherungsmanager und Unternehmer.

## Leben
Bärlocher, Sohn des Kaufmanns Georg Andreas Bärlocher, absolvierte zunächst eine kaufmännische Ausbildung und arbeitete im väterlichen Handelsgeschäft.
1856 war er Mitbegründer der Deutsch-Schweizerischen Creditbank in St. Gallen, 1859 Mitbegründer und bis 1891 Präsident der Versicherungsgesellschaft Helvetia. Dort war er von 1855 bis 1880 Mitglied und zeitweise Vizepräsident des Kaufmännischen Direktoriums. Zudem war er Mitglied der grossen Kommission der sankt-gallisch-appenzellischen Eisenbahngesellschaft und von 1854 bis 1860 Präsident der Theateraktiengesellschaft. Ausserdem war er Mäzen des St. Galler Kunstvereins.
Er war verheiratet mit Johanna Jacob.